# A látszat csal (film, 1944)
A látszat csal 1944-ben bemutatott fekete-fehér magyar játékfilm, Simor Erzsi és Hajmássy Miklós főszereplésével.

## Története
Zimonyi Eszter férje, San Salvador gróf halála után vagyontalanul tér haza Budapestre, ezért kapva-kap az Irma szalon és a Grand Hotel ajánlatán, akik nevét és szépségét áruik reklámozására szeretnék felhasználni. San Salvador grófné esténként az előkelő társaságok dédelgetett kedvence lesz, napközben pedig manikűrös lányként dolgozik és lánynéven az orvosi egyetemet végzi, melynek kitűnő professzora minden szabad idejét San Salvador grófné közelében tölti, míg egy napon a szürke kis medikában felfedezi a szép özvegy tökéletes hasonmását. Majd egy manikűröslányba botlik, akinek hasonlósága a grófnéhoz teljesen megzavarja. A grófnét az Irma szalonban találja ruharendelés közben. Az asszony mindent megmagyaráz a professzornak, majd rögtön esküvői ruhát is rendel. 

## Szereplők
- Simor Erzsi - San Salvador grófnő, Zimonyi Eszter
- Hajmássy Miklós - orvosprofesszor
- Almássy Ágnes
- Alszeghy Lajos
- Apáthi Imre
- Császár Terka
- Deésy Mária
- Fáy Béla
- Gobbi Hilda
- Hajnal György
- Harasztos Gusztáv
- Ignáth Gyula
- Kardoss Géza
- Kiss Manyi
- Markovits Endre
- Murányi Lili
- Naszódy Sándor
- Salamon Erzsi
- Selley Lajos
- Szabó Gyula
- Szemlér Mária
- Tompa Béla
- Vaszary Piri